# Lophozia obtusa
Lophozia obtusa ist eine Lebermoos-Art aus der Familie Lophoziaceae und gehört zur Gruppe der beblätterten Lebermoose. Deutsche Namen sind Stumpflappiges Spitzmoos oder Stumpfes Spitzlebermoos.
Nach neueren Veröffentlichungen aus den Jahren 2016 und 2017 heißt die Art nunmehr Obtusifolium obtusum (Lindb.) S.W.Arnell. Die Gattung Obtusifolium S.W.Arnell wird dabei der Familie Cephaloziellaceae in der Ordnung Jungermanniales zugeordnet.

## Merkmale
Die Art wächst oft vereinzelt zwischen anderen Moosen oder auch in grünen bis bräunlichgrünen, hochwüchsigen und sehr lockeren Rasen. Die niederliegenden bis aufrechten Pflanzen sind wenig verzweigt, bis 5 Zentimeter lang und 2,5 Millimeter breit, die Unterseite ist dicht mit kurzen Rhizoiden besetzt. Die Blätter sind schräg gestellt und voneinander entfernt, im Umriss abgerundet quadratisch. Etwa das obere Drittel der Blattlänge ist in zwei, selten drei, stumpfe, eiförmige Lappen geteilt; der Einschnitt ist rechtwinkelig und am Grunde abgerundet. Die Blattzellen sind dünnwandig mit schwach verdickten Zellecken und etwa 25 bis 35 Mikrometer groß. Die Zelloberfläche (Kutikula) ist gestrichelt bis warzig. Pro Zelle sind 15 bis 50 Ölkörper vorhanden.
Die Geschlechterverteilung ist diözisch. Sporogone und Brutkörper sind selten.

## Standortansprüche
Das Moos lebt an mäßig schattigen bis schattigen, frischen bis feuchten, kalkarmen, sauren Stellen auf Humus, Rohhumus, auf humusbedeckten Felsblöcken, auf lehmiger Erde und silikatischem Detritus. Die Wuchsorte sind an Wegböschungen, in lichten Bergwäldern, in subalpinen Gebüschen und grasigen Stellen. Nur selten wächst es auf Totholz oder auf Torf.

## Verbreitung
Weltweit gibt es Vorkommen auf der Nordhalbkugel: Zentral-, West-, Nord- und nördliches Osteuropa, Japan, nördliches Nordamerika und Grönland.
In den Mittelgebirgen Deutschlands kommt die Art zerstreut vor, in den Zentralalpen, wo sie bis 2200 Meter Höhe aufsteigt, zerstreut bis verbreitet, in den Nord- und Südalpen selten bis zerstreut.